# タンパベイ・ライトニング
タンパベイ・ライトニング（Tampa Bay Lightning）は、アメリカ合衆国フロリダ州タンパを本拠としているナショナルホッケーリーグ（NHL）所属のプロアイスホッケーチームである。

## 歴史

### 1990年代
1991年にタンパがフランチャイズ権を獲得したとき、チーム管理の専門家がいなかったため、手始めにフロントに往年のスター選手を並べた。GM には1970年代ボストン・ブルーインズの名選手フィル・エスポジト（Phil Esposito） を起用し、兄弟のトニー・エスポジト (Tony Esposito) と1970年代中場でフィラデルフィア・フライヤーズの選手としてスタンレー・カップの優勝2度またコーチとしては1989年にカルガリー・フレームスをカップ優勝に導いた経験を持つテリー・クリスプ (Terry Crisp) が主任スカウトに就任した。 
1992年10月7日にライトニングの初試合が行われ、ビジターのシカゴ・ブラックホークスに7対3で勝利を収める。この試合では当時無名の Chris Kontos が4ゴールを上げる（1試合4ゴールはチーム新記録）。この期ライトニングは1月ほどノリス地区の首位を争うが、結局最下位に沈む。しかしながら、1992年のチームポイント53は、NHL史上エクスパンションチームの初年度成績としては優秀な部類に入る。また、ブライアン・ブラッドリー (Brian Bradley) は42ゴールをあげている。
翌1993年はチーム力強化の一環として、ゴーリーにダレン・プッパ （Darren Puppa） 、左ウイングに得点力のあるペトル・クリーマ （Petr Klima） そしてベテランのデニ・サヴァール （Denis Savard） を補強。プッパの加入により失点こそ劇的に減少したものの、サヴァールは選手としての盛りを過ぎ、またクリーマの得点力は彼のディフェンスの弱点と相殺されて、ライトニングは結局この年も最下位に終わる。
設立4期目の1996年は、チーム得点王のブラッドリー、加入2年目のアレクサンダー・セリヴァノフ （Alexander Selivanov） の31ゴール、ディフェンスで年度のオールスターに選抜されたロマン・ハムリク （Roman Hamrlik） （1992年ドラフト1位指名）らの活躍により、チームは初のプレイオフに進出。この試合でチームはフライヤーズに第1ラウンドで敗退した。（4月23日に行われた試合の観客動員数28,183人は、2003年に野外試合が行われるまでNHL史上最多であった。）
ライトニングはそのオフに、デトロイト・レッドウイングスから点取り屋のディーノ・シサレッリ （Dino Ciccarelli） を獲得、期待に違わず35ゴールを上げる。こうしてライトニングはプレーオフ再出場に向かって発進するが、プッパとブラッドリーを相次いで怪我で欠き、またセンターのジョン・カレン (John Cullen) に癌が発見される。カレンは助かったものの、1997年チームはプレーオフ進出を果せなかった。
1998年には前述のライトニングの有力選手達は、フリーエージェント権行使やトレードによりチームを去り、残された若手達が使い物になるには時を要した。こうして数年間は低迷が続いた。スカウトのクリスプは1997-1998 シーズン11試合目に解雇され代わってジャック・デメール （Jacques Demers）  が就任した。また、プッパは背中を痛めており出場機会がほとんどなかった。このシーズンは82試合で55敗を喫し、さらに翌期、翌々期ともに57敗と振るわなかった（3期連続50敗以上はNHLのワースト記録）。この不振の主因はオーナーシップにあった。もともとのオーナーは日本企業の共同企業体にあった。チームがエクスパンション料金の債務不履行を起こしたとき、共同事業体のメンバー、国際グリーン（2005年に民事再生法を申請）がチームの支配権を握った。チームの設立2期目くらいからライトニングの財政難や、日本の暴力団の資金洗浄に使用されているとの噂が取り沙汰された。
初のプレーオフ進出後も、チームは慢性赤字に悩み、オーナーはチーム売却を望んだ。しかしながらクリスプらフランチャイズの内部関係者ですらオーナーが誰であるかも知らず、またある有力共同経営者は存在すらしないとも伝えられた。そして、チームは6年間で1億ドル以上の損失を計上したのち、結局1998年に保険業を営むアート・ウイリアムズ (Art Williams) に売却された。（ウイリアムズは強い南部訛りを持ち、また fundamentalist Christian として知られた。）
1999年の春ウイリアムズはチームを見限り、NBAのデトロイト・ピストンズのオーナー、ビル・デビッドソン (Bill Davidson) に売却した。

### 2000年代
2003年に、ライトニングはゴーリーのニコライ・ハビブリン （Nikolai Khabibulin） やマルタン・サンルイ (Martin St. Louis)、ヴァンサン・ルキャヴァリエ （Vincent Lecavalier）、ヴァーツラフ・プロシュパル （Vaclav Prospal） らの活躍により、南東地区首位に躍り出て7年ぶりにプレーオフに進出した。2連敗から盛り返して、ワシントン・キャピタルズを第6試合で撃破した。この試合でマルタン・サンルイは勝利を決定付ける3度の延長戦得点を達成した。第2ラウンドは、対戦相手のニュージャージー・デビルスの前にチームは持ち味を発揮することができず、第5試合で敗退した。このシリーズで、ニコライ・ハビブリンは GAA 3.0 の記録を残した。
2004年度は東カンファレンスをトップの成績で通過するとともに、チーム記録のシーズン106ポイントを樹立した。この年、マルタン・サンルイがハート記念賞に選ばれた。第1シードで臨んだプレーオフ1回戦では、東カンファレンスの大物食いで知られ、チームも過去に何度か痛い目にあったニューヨーク・アイランダーズを破った。このラウンドではゴーリーのニコライ・ハビブリンの堅実なプレーもあって4勝1敗と危なげなかった。続く第2ラウンドはNHL史上最も華々しい歴史を有するモントリオール・カナディアンズとの対戦。しかし、ルキャヴァリエ、ハビブリン両選手の活躍により、カナディアンズに4連勝した。東カンファレンス決勝ではフィラデルフィア・フライヤーズを4勝3敗で破り、ライトニングは初のスタンレー・カップ決勝進出を果した。
そして、2004年6月7日ライトニングはカルガリー・フレームスを4勝3敗で破り、創立以来初のスタンレー・カップ優勝を果した。このシリーズで26ポイントを獲得したブラッド・リチャーズ （Brad Richards） は、プレイオフMVPであるコーン・スマイス賞を受賞している。
しかし、2005年にKhabibulinが抜けると、控えだったジョン・グラアム (John Grahame)と、新加入のショーン・バーク (Sean Burke)がゴールを守るようになる。しかし、彼らはKhabibulinほどの活躍はできず、チームはかろうじてプレーオフに進出した程度の結果しか残せなかった。
これに追い討ちをかけたのが、バークとグラアムの移籍で、2006-07シーズンは、オフにコロンバス・ブルージャケッツから獲得したマーク・デニー (Marc Denis)と、ヨハン・ホルムクウィスト (Johan Holmqvist) でしのいだ。
結局2004年から2005年のNHLロックアウトの後はカンファレンス8位、7位と低迷。プレーオフではいずれも1回戦で負けている。
2007-08シーズンは大不振に終わり、トレード・デッドライン間際に功労者・リチャーズを放出した。このオフのドラフトでは、全体1位指名でスティーブン・ステムコス (Steven Stamkos) を獲得。彼を中心としたチーム作りへとシフトしていく。
2008-09シーズンこそステムコスは23ゴールに終わった（主に、前半戦はヘッドコーチとの確執があった）。3月13日にデビッドソンオーナーが86歳で亡くなった。
翌2009-10シーズンにはステムコスが50ゴールをあげてブレイクした。

### 2010年代
GMがスティーブ・アイザーマンに変わった2010-11シーズンには、的を射た補強で4年ぶりのプレーオフ進出。シドニー・クロスビーやエブゲニ・マルキンを欠くピッツバーグ・ペンギンズを4勝3敗で破った。これらの結果を残したアイザーマンは｢最優秀GM賞｣のファイナリストとなった。
2014-15シーズンは第3シードで進出、東カンファレンス決勝で昨シーズンのカンファレンス王者および第1シードのニューヨーク・レンジャースを4勝3敗で破り、11季ぶりの東カンファレンス優勝を果たす。スタンレー・カップではシカゴ・ブラックホークスに2勝4敗で敗れた。
2018-19シーズンはレギュラーシーズンで62勝、128ポイントという圧倒的な強さを誇り、コロンバス・ブルージャケッツとのプレーオフ第1ラウンドに臨む。第1戦は第1ピリオドで3-0とリードするが、そこから立て続けに4点を奪われ逆転負けを喫すると、レギュラーシーズンの圧倒的強さが嘘のように勝てなくなり、悪い流れを変えられないままスイープを喫し敗退した。
2019-20シーズンは、新型コロナウイルスによる長期中断および途中打ち切りがあった中、第2シードを獲得。プレーオフではブルージャケッツ、ボストン・ブルーインズ、アイランダーズを破り5季ぶりにスタンレー・カップに進出。スタンレー・カップではダラス・スターズを4勝2敗で下して、16季ぶりにスタンレー・カップを獲得した。

### 2020年代
特例で4地区制導入となった2020-21シーズンは、ライトニングは中地区に所属することとなった。チームは中地区3位となり、プレーオフではフロリダ・パンサーズ、カロライナ・ハリケーンズ、アイランダーズを破り、2季連続でスタンレー・カップに進出した。スタンレー・カップではカナディアンズを4勝1敗で下して、初のスタンレー・カップ連覇を果たした。